# Liste des communes de la haute vallée de l'Aude
Cet article donne la liste des communes de la haute vallée de l'Aude.

## Dans le département de l'Aude

Carte de l'Aude avec communes de la haute vallée de l'Aude en vert.

- Ajac
- Alet-les-Bains
- Antugnac
- Arques
- Artigues
- Aunat
- Axat
- Belcaire
- Belcastel-et-Buc
- Belfort-sur-Rebenty
- Belvianes-et-Cavirac
- Belvis
- Bessède-de-Sault
- Bouriège
- Bourigeole
- Brenac
- Bugarach
- Cailla
- Campagna-de-Sault
- Campagne-sur-Aude
- Camurac
- Cassaignes
- Castelreng
- Conilhac-de-la-Montagne
- Coudons
- Couiza
- Counozouls
- Cournanel
- Coustaussa
- Escouloubre
- Espéraza
- Espezel
- Fa
- Festes-et-Saint-André
- Fontanès-de-Sault
- Galinagues
- Ginoles
- Granès
- Joucou
- La Bezole
- La Digne-d'Amont
- La Digne-d'Aval
- La Fajolle
- La Serpent
- Le Bousquet
- Le Clat
- Limoux
- Luc-sur-Aude
- Magrie
- Marsa
- Mazuby
- Mérial
- Montazels
- Niort-de-Sault
- Peyrolles
- Pieusse
- Quillan
- Quirbajou
- Rennes-le-Château
- Rennes-les-Bains
- Rodome
- Roquefeuil
- Roquefort-de-Sault
- Roquetaillade
- Rouvenac
- Saint-Couat-du-Razès
- Saint-Ferriol
- Saint-Jean-de-Paracol
- Saint-Julia-de-Bec
- Saint-Just-et-le-Bézu
- Saint-Louis-et-Parahou
- Saint-Martin-Lys
- Saint-Polycarpe
- Sainte-Colombe-sur-Guette
- Salvezines
- Serres
- Sougraigne
- Terroles
- Tourreilles
- Valmigère
- Véraza

## Dans le département des Pyrénées-Orientales

Carte des Pyrénées-Orientales avec communes de la haute vallée de l'Aude en vert.

- Fontrabiouse
- Formiguères
- Les Angles
- Matemale
- Puyvalador
- Réal

## Dans le département de l'Ariège

Carte de l'Ariège avec communes de la haute vallée de l'Aude en vert.

- Artigues
- Carcanières
- Le Pla
- Le Puch
- Mijanès
- Quérigut
- Rouze

## Source
- Haute vallée de l'Aude, sur le site gouvernemental français eaufrance.fr.